# Acerentomon granulatum
Acerentomon granulatum är en urinsektsart som beskrevs av Andrzej Szeptycki 1993. Acerentomon granulatum ingår i släktet Acerentomon och familjen lönntrevfotingar. Inga underarter finns listade i Catalogue of Life.